# Kuafu
Kuafu (kinesisk: 夸父) er i kinesisk mytologi en kæmpe, som overvurderede sine evner og døde ved et forsøg på at fange solen.

## Historien
Kuafu var en stor, men ikke klog kæmpe. Han brød sig ikke om mørket om natten, og tænkte at han ville fange solen så han kunne have lys både dag og nat. Han jagtede derfor en dag solen 3000 km over Kinas nordlige sletteland. Om aftenen nåede han solens hvilested i vest og rakte ud efter den. Men det førte til en så brændende tørst at han drak det nærmeste vandløb tørt. Men det var ikke nok til at slukke tørsten, og han løb derfor tilbage igen og tømte alle floder undervejs for vand, selv Yangtze-floden og Den Gule Flod. Han var stadig tørstig og håbede at nå havet som sikkert ville have vand nok til slukke hans tørst. Men før han nåede frem, faldt han udmattet sammen idet solen gik ned. Med sine sidste kræfter slyngede han sin stav af ferskentræ mod solen og faldt i søvn. Da solen stod op næste morgen, var hans krop omdannet til en vældig bjergkæde, og vest for bjergene lå en lang række træer med vidunderlige frugter som kunne genoplive mennesker, slukke tørst og indgyde mod. Bjergkæden er Qinling-bjergene i Shensi-provinsen.